# Claus Møinichen
Claus Møinichen eller Claus á Møinichen (født 1650 i København, død 7. januar 1710) var en dansk tegner og maler.
Han var søn af den københavnske kirurg Sixtus Møinichen (født 1629, død 1666) og Anna Thiesens.
Der vides kun lidt om ham. Han har komponeret og tegnet ornamenterne til den i 1709 udgivne kongelov. Desuden tegnede han portrætter af Frederik 4., af Kirsten Bille, af Berte Skeel og andre, og gjorde for kongen Ovidische Historier (det vil sige: mytologiske billeder).
Til audiensgemakket paa Frederiksborg Slot malede han 1686-88 ti slagbilleder
med motiver fra den skånske krig.
Han var allerede før 1703 gift med Cathrine Frederiksdatter Fohlmann, med hvem han havde en del børn. Møinichen var endnu i live 1726, men må antages at være død snart efter.
- Andre billeder af Møinichen
- Dansk invasionsflåde
- Slaget ved Øland
- Indtagelsen af Kristiansstad
- Søslaget i Køge Bugt